# سر تنغ (تشيلو)
سر تنغ (بالإنجليزية: Sar Tang, Chelo)‏ هي منطقة سكنية تقع في إيران في قسم قلعة خواجة الريفي. يقدر عدد سكانها بـ 70 نسمة .